# マタハリー
株式会社マタハリーとは、パチンコ・パチスロ店を運営する会社。本社は神奈川県川崎市幸区。
かつてはゲームセンター、ネットカフェ事業を直営で行っていたが、2016年に株式会社マタハリーエンターテイメントへ分社化された。家電販売も手掛けていたが、現在は撤退している。
2020年4月1日に持株会社制へ移行。マタハリー、マタハリーエンターテイメント、ビーリンクの3社は、同日付で設立されたマタハリーホールディングスの子会社となった。

## 沿革
- 1946年 - 家電製品を取り扱う個人商店としてマタハリー商会を設立。
- 1960年 - 法人組織に改組し、株式会社マタハリー電気商会を設立。
- 1967年 - ジュークボックスの販売を開始。
- 1969年 - ゲームセンター事業に進出。その後メダルゲーム機の自社開発にも参入。
- 1972年 - パチンコ店事業に進出。
- 1990年 - 社名を株式会社マタハリーへ変更。
- 2001年 - 横濱カレーミュージアム開業。
- 2016年 - 4月1日付で株式会社セガホールディングスから、ダイニングダーツバー（「Bee」、「BeeRUSH」、「KABURA」）の運営を行う株式会社ビーリンクの全株式を取得し、ビーリンクはマタハリーの子会社となる[4][5]。アミューズメント施設事業を株式会社マタハリーエンターテイメントへ分社。
- 2020年 - 持株会社制へ移行。マタハリー、マタハリーエンターテイメント、ビーリンクはマタハリーホールディングスの子会社となる。

## 店舗
出店地域は川崎駅周辺から神奈川県全域、東京・千葉・埼玉に展開している。

### 運営施設

#### マタハリー直営
パチンコ
- PIA
- ロペステーション
- サントロペ

#### マタハリーエンターテイメントが運営
ゲームセンター
- シルクハット

過去に
AM PIA、サントロペ、GIOを運営していたが屋号統一
ネットカフェ
- NEW NEW

### 過去の運営施設
- PIAカードスタジアム（旧・PIAムシキングスタジアム・2008年6月19日閉店）
- 横濱カレーミュージアム（閉館）

## 自社開発メダルゲーム
- チャレンジカップ　(1976年)
- オートレース1号機 (1981年)
- オートレースマークII (1982年)
- ハリーレーサー(1987年） - オートレースをモチーフとした中型マスメダル。他社店舗にも広く設置された。
- ポーカーフェイス(1998年） - コンピューターと対戦する一人用ポーカー。相手の目の部分だけが画面に表示されており手札によって目が光るなどのギミックがある。シグマとの共同開発。
- スーパー・エキサイト・ボートゲーム（1993年) - 大型のマスメダルゲーム。当時設置されていたセガ製ボートレースと異なりフリートラックではないものの、倍以上の速度で走行する。